# Лука (станція метро)
50°02′44″ пн. ш. 14°19′20″ сх. д. / 50.04556° пн. ш. 14.32222° сх. д.
Лука (чеськ. Luka) — станція Празького метрополітену. Розташована між станціями «Стодулкі» та «Лужіни».
Станція була відкрита 11 листопада 1994 року у складі пускової дільниці лінії B «Нове Бутовіце»—"Злічин".

## Характеристика станції
Розташована у районі Стодулки на вулиці Мукаржовського.
Назву станції дав довколишній житловий масив. На станції єдиний вестибюль (сходовий схід), є ліфт для інвалідів.
Конструкція станції — наземна-крита. Це відбилося у незвичайному інтер'єрі станції — колійні стіни повністю засклені, через що станція виглядає дуже світлою і просторою.